# 文多灵
文多灵是一种有机化合物，分子式C25H32N2O6，属于吲哚生物碱，是长春碱生物合成的前体，由水甘草碱合成。